# 2008年北京オリンピックのタジキスタン選手団
2008年北京オリンピックのタジキスタン選手団（2008ねんペキンオリンピックのタジキスタンせんしゅだん）は、2008年8月8日から8月24日にかけて中国の北京を主として開催された2008年北京オリンピックのタジキスタン選手団、およびその競技結果。

## 概要
今大会は銀メダル1個、銅メダル1個、合計2個のメダルを獲得した。
柔道男子73kg級でラスル・ボキエフが銅メダルを獲得、タジキスタンにオリンピック初めてのメダルをもたらした。

## メダル
| メダル | 選手名                 | 競技       | 種目                     |
| ------ | ---------------------- | ---------- | ------------------------ |
| 銀     | ユスプ・アブドサロモフ | レスリング | 男子フリースタイル84kg級 |
| 銅     | ラスル・ボキエフ       | 柔道       | 男子73kg級               |